# Stor vaxlav
Stor vaxlav (Dimerella lutea) är en lavart som först beskrevs av Dicks., och fick sitt nu gällande namn av Vittore Benedetto Antonio Trevisan de Saint-Léon. Dimerella lutea ingår i släktet Dimerella och familjen Coenogoniaceae.   Inga underarter finns listade i Catalogue of Life.
I den svenska databasen Dyntaxa används istället namnet Coenogonium luteum för samma taxon.  Arten är reproducerande i Sverige.